# Lijst van Stolpersteine in Dordrecht

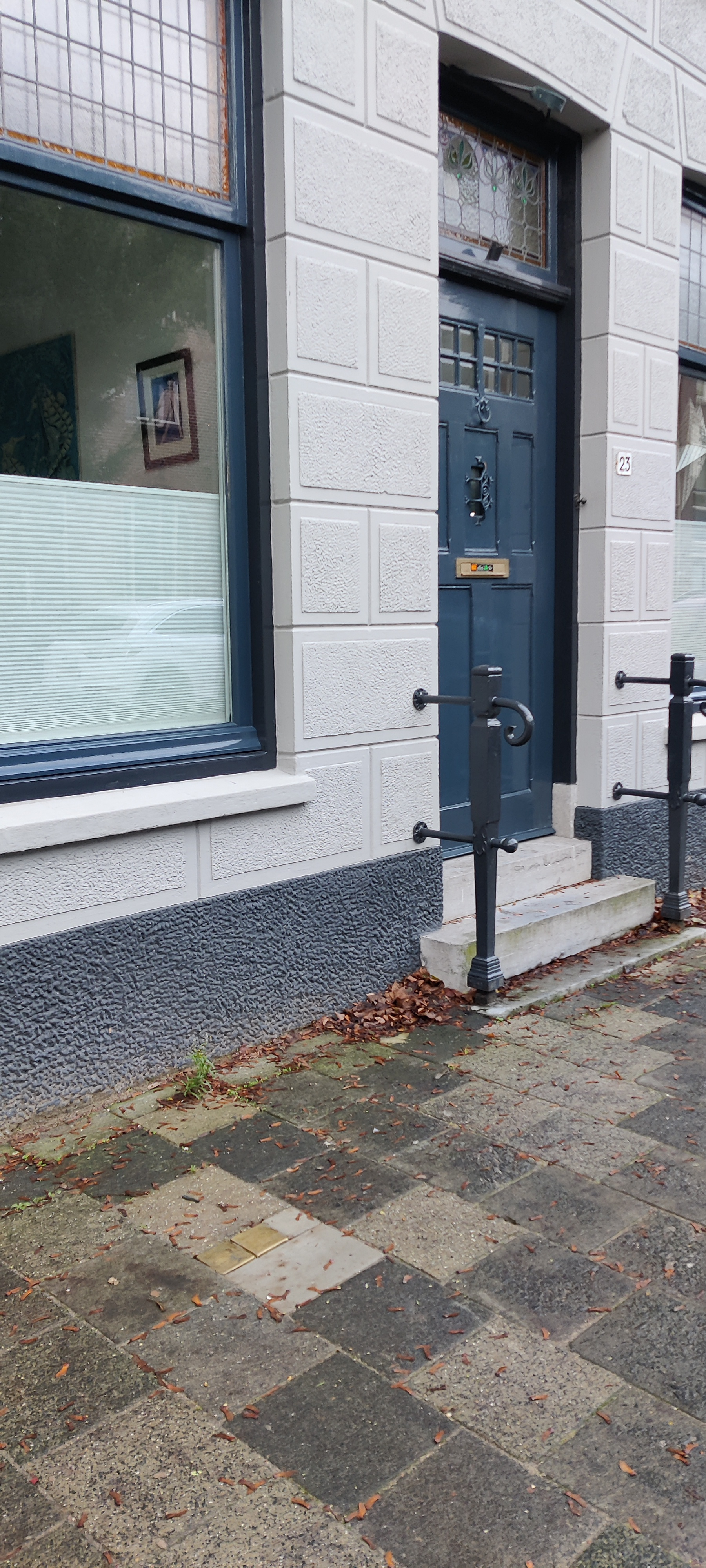
Stolpersteine voor het echtpaar Vleeschhouwer, Singel 25

De lijst van Stolpersteine in Dordrecht geeft een overzicht van de gedenkstenen in de gemeente Dordrecht in de Nederlandse provincie Zuid-Holland die zijn geplaatst in het kader van het Stolpersteine-project van de Duitse beeldhouwer-kunstenaar Gunter Demnig.
Stolpersteine zijn opgedragen aan slachtoffers van het nationaalsocialisme, al diegenen die zijn vervolgd, gedeporteerd, vermoord, gedwongen te emigreren of tot zelfmoord gedreven door het nazi-regime. Demnig legt voor elk slachtoffer een aparte steen, meestal voor de laatste zelfgekozen woning.
Omdat het Stolpersteine-project doorloopt, kan deze lijst onvolledig zijn.

## Stolpersteine
In Dordrecht liggen 201 Stolpersteine op tachtig adressen.
In mei 2024 werden drie Stolpersteine die in de Boomstraat lagen door vandalen uit de straat gewrikt en verwijderd. Deze Stolpersteine waren in oktober 2021 geplaatst ter herinnering aan Rosalie, Grietje en Mozes Cohen de Heer. De stenen werden enkele dagen later teruggevonden op een bankje in de buurt. Begin juni 2024 zijn de drie stenen uiteindelijk teruggeplaatst. In april 2025 werden zeven Stolpersteine in de Voorstraat vernield. Vier maanden later zijn ze vervangen.

### Dordrecht
| Afbeelding | Inscriptie                                                                                  | Adres                                                          | Herdachte persoon                                |
| ---------- | ------------------------------------------------------------------------------------------- | -------------------------------------------------------------- | ------------------------------------------------ |
|            | HIER WOONDE HENRIËTTE VAN AMERINGEN GEB. 1886 VERMOORD 17.9.1943 AUSCHWITZ                  | Burgemeester de Raadtsingel 53 Kaart (OSM)                     | Henriëtte van Ameringen (1886–1943)              |
|            | HIER WOONDE ANNA BANNET GEB. 1929 VERMOORD 26.6.1943 AUSCHWITZ                              | Jan Vethkade 6 Kaart (OSM)                                     | Anna Bannet (1929-1943)                          |
|            | HIER WOONDE DINA BANNET- HAAGMAN GEB. 1901 VERMOORD 26.6.1943 AUSCHWITZ                     | Jan Vethkade 6 Kaart (OSM)                                     | Dina Bannet (1901-1943)                          |
|            | HIER WOONDE JOSEPH VAN DEN BERGH GEB. 1880 VERMOORD 7.12.1942 AUSCHWITZ                     | Singel 201 Kaart (OSM)                                         | Joseph van den Bergh (1880–1942)                 |
|            | HIER WOONDE MARGARETHA VAN DEN BERGH GOLDSCHMIDT GEB. 1882 VERMOORD 7.12.1942 AUSCHWITZ     | Singel 201 Kaart (OSM)                                         | Margaretha van den Bergh Goldschmidt (1882–1942) |
|            | HIER WOONDE ELIAS VAN BEUGEN GEB. 1915 VERMOORD 9.7.1943 SOBIBOR                            | Varkenmarkt 11 Kaart (OSM)                                     | Elias van Beugen (1915–1943)                     |
|            | HIER WOONDE HARTOG VAN BEUGEN GEB. 1874 OVERLEDEN 13.6.1943 AMSTERDAM                       | Varkenmarkt 11 Kaart (OSM)                                     | Hartog van Beugen (1874–1943)                    |
|            | HIER WOONDE SIENTJE VAN BEUGEN-COHEN GEB. 1921 VERMOORD 9.7.1943 SOBIBOR                    | Kromhout 185 Kaart (OSM)                                       | Sientje van Beugen-Cohen (1921-1943)             |
|            | HIER WOONDE ROOSJE VAN BEUGEN- MONASCH GEB. 1870 VERMOORD 9.7.1943 SOBIBOR                  | Varkenmarkt 11 Kaart (OSM)                                     | Roosje van Beugen-Monasch (1870–1943)            |
|            | HIER WOONDE FLORA BLITZ GEB. 1921 VERMOORD 7.12.1942 AUSCHWITZ                              | Statengang (voorheen Gevulde Gracht 15) Kaart (OSM)            | Flora Blitz (1921–1942)                          |
|            | HIER WOONDE ISAÄC BLITZ GEB. 1878 VERMOORD 7.12.1942 AUSCHWITZ                              | Statengang (voorheen Gevulde Gracht 15) Kaart (OSM)            | Isaäc Blitz (1878–1942)                          |
|            | HIER WOONDE AALTJE BLITZ-KOPEE GEB. 1879 VERMOORD 7.12.1942 AUSCHWITZ                       | Statengang (voorheen Gevulde Gracht 15) Kaart (OSM)            | Aaltje Blitz-Kopee (1879–1942)                   |
|            | HIER WOONDE ALFRED LODEWIJK BRAADBAART GEB. 1925 VERMOORD 31.3.1944 MIDDEN_EUROPA           | Groenmarkt 36 Kaart (OSM)                                      | Alfred Lodewijk Braadbaart (1925–1944)           |
|            | HIER WOONDE IZAAK BRAADBAART GEB. 1860 VERMOORD 5.3.1943 SOBIBOR                            | Reeweg Oost 154 Kaart (OSM)                                    | Izaak Braadbaart (1860–1943)                     |
|            | HIER WOONDE JENETTE BRAADBAART GEB. 1877 VERMOORD 19.11.1942 AUSCHWITZ                      | Blekersdijk 18-20 Kaart (OSM)                                  | Jenette Braadbaart (1877–1942)                   |
|            | HIER WOONDE LEENDERT BRAADBAART GEB. 1887 VERMOORD 19.12.1942 AUSCHWITZ                     | Groenmarkt 36 Kaart (OSM)                                      | Leendert Braadbaart (1887–1942)                  |
|            | HIER WOONDE MIRJAM BRAADBAART GEB. 1881 VERMOORD 19.12.1942 AUSCHWITZ                       | Blekersdijk 18-20 Kaart (OSM)                                  | Mirjam Braadbaart (1881–1942)                    |
|            | HIER WOONDE NICO BRAADBAART GEB. 1922 VERMOORD 31.3.1944 MIDDEN_EUROPA                      | Groenmarkt 36 Kaart (OSM)                                      | Nico Braadbaart (1922–1944)                      |
|            | HIER WOONDE PHILIP JACOB BRAADBAART GEB. 1887 VERMOORD 9.7.1943 SOBIBOR                     | Voorstraat 271 Kaart (OSM)                                     | Philip Jacob Braadbaart (1887–1943)              |
|            | HIER WOONDE ROZETTA BRAADBAART GEB. 1922 VERMOORD 9.7.1943 SOBIBOR                          | Voorstraat 271 Kaart (OSM)                                     | Rozetta Braadbaart (1922–1943)                   |
|            | HIER WOONDE SCHOONTJE BRAADBAART GEB. 1868 VERMOORD 5.3.1943 SOBIBOR                        | Voorstraat 8 Kaart (OSM)                                       | Schoontje Braadbaart (1868-1943)                 |
|            | HIER WOONDE SETJE BRAADBAART GEB. 1879 VERMOORD 19.11.1942 AUSCHWITZ                        | Blekersdijk 18-20 Kaart (OSM)                                  | Setje Braadbaart (1879–1942)                     |
|            | HIER WOONDE KAARTJE BRAADBAART- BREEMER GEB. 1892 VERMOORD 9.7.1943 SOBIBOR                 | Voorstraat 271 Kaart (OSM)                                     | Kaatje Braadbaart-Breemer (1892–1943)            |
|            | HIER WOONDE HIJMAN HARTOG BRANDON GEB. 1921 VERMOORD 30.9.1942 AUSCHWITZ                    | Patersweg 19-21 Kaart (OSM)                                    | Hijman Hartog Brandon (1921-1942)                |
|            | HIER WOONDE MOZES JACOB BRANDON GEB. 1890 VERMOORD 4.6.1943 SOBIBOR                         | Patersweg 19-21 Kaart (OSM)                                    | Mozes Jacob Brandon (1890-1943)                  |
|            | HIER WOONDE RIKA BRANDON GEB. 1926 VERMOORD 27.8.1943 AUSCHWITZ                             | Patersweg 19-21 Kaart (OSM)                                    | Rika Brandon (1926-1943)                         |
|            | HIER WOONDE ESTHER BRANDON BEEKMAN GEB. 1891 VERMOORD 27.8.1943 AUSCHWITZ                   | Patersweg 19-21 Kaart (OSM)                                    | Esther Brandon-Beekman (1891-1943)               |
|            | HIER WOONDE HENRIËTTE LOUISE BREEMER GEB. 1926 VERMOORD 9.7.1943 SOBIBOR                    | Singel 116 Kaart (OSM)                                         | Henriëtte Louise Breemer (1926–1943)             |
|            | HIER WOONDE LEVIE NATHAN BREEMER GEB. 1896 VERMOORD 9.7.1943 SOBIBOR                        | Singel 116 Kaart (OSM)                                         | Levie Nathan Breemer (1896–1943)                 |
|            | HIER WOONDE ROZETTE BREEMER GEB. 1922 VERMOORD 9.7.1943 SOBIBOR                             | Singel 116 Kaart (OSM)                                         | Rozette Breemer (1922–1943)                      |
|            | HIER WOONDE BERTHA BREEMER-COHEN GEB. 1899 VERMOORD 9.7.1943 SOBIBOR                        | Singel 116 Kaart (OSM)                                         | Bertha Breemer Cohen (1899–1943)                 |
|            | HIER WOONDE OSCAR CAHEN GEB. 1874 VERMOORD 13.3.1943 SOBIBOR                                | Singel 274 Kaart (OSM)                                         | Oscar Cahen (1874–1943)                          |
|            | HIER WOONDE BERNARD ABRAHAM COHEN GEB. 1903 VERMOORD 30.9.1942 AUSCHWITZ                    | Groenedijk 74 Kaart (OSM)                                      | Bernard Abraham Cohen (1903-1942)                |
|            | HIER WOONDE ELISABETH COHEN GEB. DUITS 1907 VERMOORD 30.9.1942 AUSCHWITZ                    | Groenedijk 74 Kaart (OSM)                                      | Elisabeth Cohen (1907-1942)                      |
|            | HIER WOONDE HARTOG COHEN GEB. 1888 VERMOORD 23.7.1943 SOBIBOR                               | Kromhout 185 Kaart (OSM)                                       | Hartog Cohen (1888-1943)                         |
|            | HIER WOONDE LEON COHEN GEB. 1880 VERMOORD 19.2.1943 AUSCHWITZ                               | Voorstraat 143 Kaart (OSM)                                     | Leon Cohen (1880-1943)                           |
|            | HIER WOONDE ROZA COHEN GEB. 1897 VERMOORD 5.3.1943 SOBIBOR                                  | Singel 300 Kaart (OSM)                                         | Roza Cohen (1897–1943)                           |
|            | HIER WOONDE SALOMON COHEN GEB. 1875 VERMOORD 19.11.1942 AUSCHWITZ                           | Nieuwe Hilstraat (voorheen Vest 172) Kaart (OSM)               | Salomon Cohen (1875–1942)                        |
|            | HIER WOONDE MARIANNE COHEN- COHEN DE HEER GEB. 1886 VERMOORD 23.7.1943 SOBIBOR              | Kromhout 185 Kaart (OSM)                                       | Marianne Cohen-Cohen De Heer (1886-1943)         |
|            | HIER WOONDE MARGARETHA COHEN- VAN HACHGENBERG GEB. 1876 VERMOORD 19.2.1943 AUSCHWITZ        | Voorstraat 143 Kaart (OSM)                                     | Margaretha Cohen-van Hachgenberg (1876-1943)     |
|            | HIER WOONDE BENJAMIN COHEN DE HEER GEB. 1890 VERMOORD 15.12.1942 AUSCHWITZ                  | Raamstraat 11 Kaart (OSM)                                      | Benjamin Cohen de Heer (1890-1942)               |
|            | HIER WOONDE GRIETJE COHEN DE HEER GEB. 1899 VERMOORD 19.11.1942 AUSCHWITZ                   | Boomstraat 28 Kaart (OSM)                                      | Grietje Cohen de Heer (1899–1942)                |
|            | HIER WOONDE MOZES COHEN DE HEER GEB. 1863 VERMOORD 15.12.1942 AUSCHWITZ                     | Boomstraat 28 Kaart (OSM)                                      | Mozes Cohen de Heer (1863–1942)                  |
|            | HIER WOONDE ROSALIE COHEN DE HEER GEB. 1901 VERMOORD 19.11.1942 AUSCHWITZ                   | Boomstraat 28 Kaart (OSM)                                      | Rosalie Cohen de Heer (1901–1942)                |
|            | HIER WOONDE BERNARD VAN DAM GEB. 1883 VERMOORD 19-11-1942 AUSCHWITZ                         | Nieuwe Hilstraat (voorheen Vest 172) Kaart (OSM)               | Bernard van Dam (1883–1942)                      |
|            | HIER WOONDE HENRIËTTE JUDITH VAN DAM GEB. 1896 VERMOORD 19.11.1942 AUSCHWITZ                | Blekersdijk 57 Kaart (OSM)                                     | Henriëtte Judith van Dam (1896–1942)             |
|            | HIER WOONDE JACOB VAN DAM GEB. 1876 VERMOORD 24.7.1944 VUGHT                                | Clara en Mariahof 1 Kaart (OSM)                                | Jacob van Dam (1876–1944)                        |
|            | HIER WOONDE ANDRIES LEVIE VAN DIJK GEB. 1906 VERMOORD 30.6.1944 MIDDEN-EUROPA               | Burgemeester de Raadtsingel 67 Kaart (OSM)                     | Andries Levie van Dijk (1906–1944)               |
|            | HIER WOONDE SARA INA VAN DIJK GEB. 1934 VERMOORD 11.2.1944 AUSCHWITZ                        | Burgemeester de Raadtsingel 67 Kaart (OSM)                     | Sara Ina van Dijk (1934–1944)                    |
|            | HIER WOONDE SIMONA SELMA VAN DIJK-DE BEER GEB. 1909 VERMOORD 11.2.1944 AUSCHWITZ            | Burgemeester de Raadtsingel 67 Kaart (OSM)                     | Simona Selma van Dijk-de Beer (1909–1944)        |
|            | HIER WOONDE MICHEL DOTSCH GEB. 1889 VERMOORD 14.1.1943 AUSCHWITZ                            | Stek 2 (voorheen Stekdwarsstraat 2) Kaart (OSM)                | Michel Dotsch (1889–1943)                        |
|            | HIER WOONDE ABRAHAM DUITS GEB. 1909 VERMOORD 16.11.1944 NEUENGAMME                          | Johan de Wittstraat 31 Kaart (OSM)                             | Abraham Duits (1909–1944)                        |
|            | HIER WOONDE LENA MARIE EIJL GEB. 1887 VERMOORD 19.11.1943 AUSCHWITZ                         | Clara en Mariahof 1 Kaart (OSM)                                | Lena Marie Eijl (1887–1943)                      |
|            | HIER WOONDE AARON FRENK GEB. 1928 VERMOORD 12-2-1943 AUSCHWITZ                              | Cronjéstraat 1 Kaart (OSM)                                     | Aaron Frenk (1928–1943)                          |
|            | HIER WOONDE ISIDOR FRENK GEB. 1901 VERMOORD 12-2-1943 AUSCHWITZ                             | Cronjéstraat 1 Kaart (OSM)                                     | Isidor Frenk (1901–1943)                         |
|            | HIER WOONDE MIETJE FRENK GEB. 1937 VERMOORD 12-2-1943 AUSCHWITZ                             | Cronjéstraat 1 Kaart (OSM)                                     | Mietje Frenk (1937–1943)                         |
|            | HIER WOONDE ELIZABETH FRENK-DEN HARTOG GEB. 1903 VERMOORD 12-2-1943 AUSCHWITZ               | Cronjéstraat 1 Kaart (OSM)                                     | Elizabeth Frenk-den Hartog (1903–1943)           |
|            | HIER WOONDE ABRAHAM FRENKEL GEB. 1885 VERMOORD 19.11.1942 AUSCHWITZ                         | Wijnstraat 17 Kaart (OSM)                                      | Abraham Frenkel (1885–1942)                      |
|            | HIER WOONDE HESSEL FRENKEL GEB. 1918 VERMOORD 30.9.1942 AUSCHWITZ                           | Wijnstraat 17 Kaart (OSM)                                      | Hessel Frenkel (1918–1942)                       |
|            | HIER WOONDE SAMUEL FRENKEL GEB. 1928 VERMOORD 19.11.1942 AUSCHWITZ                          | Wijnstraat 17 Kaart (OSM)                                      | Samuel Frenkel (1928–1942)                       |
|            | HIER WOONDE WOLF FRENKEL GEB. 1909 VERMOORD 9.5.1945 DODENMARS AUSCHWITZ                    | Wijnstraat 17 Kaart (OSM)                                      | Wolf Frenkel (1909–1945)                         |
|            | HIER WOONDE MINA FRENKEL- VAN WIEN GEB. 1883 OVERLEDEN 26.10.1941 DORDRECHT                 | Wijnstraat 17 Kaart (OSM)                                      | Mina Frenkel-van Wien (1883–1941)                |
|            | HIER WOONDE ELISABETH VAN GELDER- DEN HARTOG GEB. 1879 VERMOORD 14.5.1943 SOBIBOR           | Blekersdijk 57 Kaart (OSM)                                     | Elisabeth van Gelder-den Hartog (1879–1943)      |
|            | HIER WOONDE HANNA YEHUDITH VAN GELDEREN GEB. 1941 VERMOORD 19.11.1943 AUSCHWITZ             | Van Manderstraat 6 Kaart (OSM)                                 | Hanna Yehudith van Gelderen (1941-1943)          |
|            | HIER WOONDE HARTOG VAN GELDEREN GEB. 1904 VERMOORD 31.3.1944 AUSCHWITZ                      | Van Manderstraat 6 Kaart (OSM)                                 | Hartog van Gelderen (1904-1944)                  |
|            | HIER WOONDE MOSHÉ ELCHANAN ITALIE VAN GELDEREN GEB. 1942 VERMOORD 19.11.1943 AUSCHWITZ      | Van Manderstraat 6 Kaart (OSM)                                 | Moshé Elchanan Italie van Gelderen (1942-1943)   |
|            | HIER WOONDE MATLE VAN GELDEREN- MOSCOVICI GEB. 1907 VERMOORD 19.11.1943 AUSCHWITZ           | Van Manderstraat 6 Kaart (OSM)                                 | Matle van Gelderen-Moscovici (1907-1943)         |
|            | HIER WOONDE GRETA GOBITS GEB. 1916 VERMOORD 19.11.1943 AUSCHWITZ                            | Voorstraat 318 Kaart (OSM)                                     | Greta Gobits (1916–1943)                         |
|            | HIER WOONDE SAMUEL GOBITS GEB. 1890 VERMOORD 19.11.1943 AUSCHWITZ                           | Voorstraat 318 Kaart (OSM)                                     | Samuel Gobits (1890–1943)                        |
|            | HIER WOONDE REBECCA GOBITS-LEEUWIN GEB. 1887 VERMOORD 19.11.1943 AUSCHWITZ                  | Voorstraat 318 Kaart (OSM)                                     | Rebecca Gobits-Leeuwin (1887–1943)               |
|            | HIER WOONDE ADOLF GOLDSCHMIDT GEB. 1851 OVERLEDEN 6.12.1942 WESTERBORK                      | Singel 201 Kaart (OSM)                                         | Adolf Goldschmidt (1851–1942)                    |
|            | HIER WOONDE ARTHUR LEOPOLD HAAGMAN GEB. 1933 VERMOORD 7.12.1942 AUSCHWITZ                   | Voorstraat 293 Kaart (OSM)                                     | Arthur Leopold Haagman (1933–1942)               |
|            | HIER WOONDE DAVID WILLY HAAGMAN GEB. 1924 VERMOORD 30.9.1942 AUSCHWITZ                      | Voorstraat 293 Kaart (OSM)                                     | David Willy Haagman (1924–1942)                  |
|            | HIER WOONDE HERMAN GEORGE HAAGMAN GEB. 1927 VERMOORD 28.2.1943 AUSCHWITZ                    | Voorstraat 293 Kaart (OSM)                                     | Herman George Haagman (1927–1943)                |
|            | HIER WOONDE LEVIE HAAGMAN GEB. 1884 VERMOORD 7.12.1942 AUSCHWITZ                            | Voorstraat 293 Kaart (OSM)                                     | Levie Haagman (1884–1942)                        |
|            | HIER WOONDE CHARLOTTA HAAGMAN-KAHNE GEB. 1906 VERMOORD 7.12.1942 AUSCHWITZ                  | Voorstraat 293 Kaart (OSM)                                     | Charlotta Haagman-Kahne (1906–1942)              |
|            | HIER WOONDE FIJTJE DE HAAN- FRENKEL GEB. 1907 OVERLEDEN 19.11.1942 AUSCHWITZ                | Wijnstraat 17 Kaart (OSM)                                      | Fijtje de Haan-Frenkel (1907–1942)               |
|            | HIER WOONDE CHAIN SALAMON HABER GEB. 1893 VERMOORD 29.2.1944 MIDDEN-EUROPA                  | Steegoversloot 189 Kaart (OSM)                                 | Chaim Salamon Haber (1893–1944)                  |
|            | HIER WOONDE HENRIËTTE HABER-JACOBS GEB. 1898 VERMOORD 19.12.1942 AUSCHWITZ                  | Steegoversloot 189 Kaart (OSM)                                 | Henriëtte Haber-Jacobs (1898–1942)               |
|            | HIER WOONDE EMANUEL HARTOG GEB. 1874 VERMOORD 15.12.1942 AUSCHWITZ                          | Steegoversloot 171 Kaart (OSM)                                 | Emanuel Hartog (1874–1942)                       |
|            | HIER WOONDE LOUIS HARTOG GEB. 1912 VERMOORD 20.3.1943 SOBIBOR                               | Oranjelaan 85 Kaart (OSM)                                      | Louis Hartog (1912–1943)                         |
|            | HIER WOONDE ROZALINA HARTOG- DE GROOT GEB. 1880 VERMOORD 5.3.1943 SOBIBOR                   | Steegoversloot 171 Kaart (OSM)                                 | Rozalina Hartog-de Groot (1880–1943)             |
|            | HIER WOONDE BENJAMIN DEN HARTOG GEB. 1869 VERMOORD 9.7.1943 SOBIBOR                         | Bankastraat 13 Kaart (OSM)                                     | Benjamin den Hartog (1869–1943)                  |
|            | HIER WOONDE BETRINA DEN HARTOG GEB. 1871 VERMOORD 19.11.1942 AUSCHWITZ                      | Cornelis van Beverenstraat 27 Kaart (OSM)                      | Betrina den Hartog (1871–1942)                   |
|            | HIER WOONDE PHILIP NATHAN DEN HARTOG GEB. 1903 VERMOORD 31.3.1944 MIDDEN-EUROPA             | Bankastraat 13 Kaart (OSM)                                     | Philip Nathan den Hartog (1903–1944)             |
|            | HIER WOONDE CAROLINA DEN HARTOG- BRAADBAART GEB. 1876 VERMOORD 9.7.1943 SOBIBOR             | Bankastraat 13 Kaart (OSM)                                     | Carolina den Hartog-Braadbaart (1876–1943)       |
|            | HIER WOONDE ROOSJE DEN HARTOG-ZWART GEB. 1852 VERMOORD 5.3.1943 SOBIBOR                     | Varkenmarkt 13 Kaart (OSM)                                     | Roosje den Hartog-Zwart (1852–1943)              |
|            | HIER WOONDE MEIJER VAN HEGTEN GEB. 1896 VERMOORD 16.7.1943 SOBIBOR                          | Cornelis van Beverenstraat 18 Kaart (OSM)                      | Meijer van Hegten (1896–1943)                    |
|            | HIER WOONDE MAGCHELTJE VAN HEGTEN-HAAS GEB. 1863 VERMOORD 7.12.1942 AUSCHWITZ               | Cornelis van Beverenstraat 18 Kaart (OSM)                      | Magcheltje van Hegten-Haas (1863–1942)           |
|            | HIER WOONDE ERNST JAKOB HESSDÖRFFER GEB. 1926 VERMOORD 28.11.1943 AUSCHWITZ                 | Rozenhof 22 Kaart (OSM)                                        | Ernst Jakob Hesdörffer (1926–1943)               |
|            | HIER WOONDE FEDOR JACOB GEB. 1911 OVERLEDEN TIJDENS BOMBARDEMENT 3.3.1945 DEN HAAG          | Frans Lebretlaan 13 Kaart (OSM)                                | Fedor Jacob (1911-1945)                          |
|            | HIER WOONDE MAGDALENA JACOB GEB. 1940 OVERLEDEN 17.12.1942 WESTERBORK                       | Frans Lebretlaan 13 Kaart (OSM)                                | Magdalena Jacob (1940-1942)                      |
|            | HIER WOONDE ABRAHAM DE JONG GEB. 1907 VERMOORD 31.3.1944 MIDDEN-EUROPA                      | Adriaan van Altenastraat 19 Kaart (OSM)                        | Abraham de Jong (1907–1944)                      |
|            | HIER WOONDE GERARD JOACHIM DE JONG GEB. 1879 VERMOORD 26-10-1942 AUSCHWITZ                  | Mariënbornstraat (voorheen Knoopmakersgang 2 rood) Kaart (OSM) | Gerard Joachim de Jong (1879–1942)               |
|            | HIER WOONDE GRIETJE DE JONG GEB. 1935 VERMOORD 19.11.1942 AUSCHWITZ                         | Adriaan van Altenastraat 19 Kaart (OSM)                        | Grietje de Jong (1935–1942)                      |
|            | HIER WOONDE LEENDERT DE JONG GEB. 1921 VERMOORD 30-9-1942 AUSCHWITZ                         | Mariënbornstraat (voorheen Knoopmakersgang 2 rood) Kaart (OSM) | Leendert de Jong (1921–1942)                     |
|            | HIER WOONDE LENA DE JONG GEB. 1925 VERMOORD 26-10-1942 AUSCHWITZ                            | Mariënbornstraat (voorheen Knoopmakersgang 2 rood) Kaart (OSM) | Lena de Jong (1925–1942)                         |
|            | HIER WOONDE MEIJER DE JONG GEB. 1923 VERMOORD 16-4-1943 SOBIBOR                             | Mariënbornstraat (voorheen Knoopmakersgang 2 rood) Kaart (OSM) | Meijer de Jong (1923–1943)                       |
|            | HIER WOONDE RIJNTJE DE JONG GEB. 1906 VERMOORD 26.10.1942 AUSCHWITZ                         | Grote Spuistraat 11 Kaart (OSM)                                | Rijntje de Jong (1906–1942)                      |
|            | HIER WOONDE SALOMON SIMON DE JONG GEB. 1906 VERMOORD 30.9.1942 AUSCHWITZ                    | Leerambachtstraat 13 Kaart (OSM)                               | Salomon Simon de Jong (1879–1942)                |
|            | HIER WOONDE BETJE DE JONG- VAN DE KAR GEB. 1913 VERMOORD 19.11.1942 AUSCHWITZ               | Adriaan van Altenastraat 19 Kaart (OSM)                        | Betje de Jong-van de Kar (1913–1942)             |
|            | HIER WOONDE DANIËL JOOSTEN GEB. 1909 VERMOORD 31.3.1944 MIDDEN-EUROPA                       | J.J.A. Goeverneurstraat 43 Kaart (OSM)                         | Daniël Joosten (1909-1944)                       |
|            | HIER WOONDE DORA JULIETTA KANN GEB.SPANJAARD 1906 OVERLEDEN 4.6.1944 HUIZEN                 | Hallincqlaan 32 Kaart (OSM)                                    | Dora Julietta Kann (1906-1944)                   |
|            | HIER WOONDE JACOB HENDRIK KANN GEB. 1900 VERMOORD 28.1.1944 AUSCHWITZ                       | Hallincqlaan 32 Kaart (OSM)                                    | Jacob Hendrik Kann (1900-1944)                   |
|            | HIER WOONDE BAREND JOSUA KATAN GEB. 1905 VERMOORD 30.4.1943 AUSCHWITZ                       | Rozenhof 22 Kaart (OSM)                                        | Barend Josua Katan (1905–1943)                   |
|            | HIER WOONDE ISRAËL KATAN GEB. 1879 VERMOORD 19.11.1942 AUSCHWITZ                            | Nieuwe Hilstraat (voorheen Vest 172) Kaart (OSM)               | Israël Katan (1879–1942)                         |
|            | HIER WOONDE JOSEPH KATAN GEB. 1938 VERMOORD 23.11.1942 AUSCHWITZ                            | Rozenhof 22 Kaart (OSM)                                        | Joseph Katan (1938–1942)                         |
|            | HIER WOONDE MILKAH KATAN GEB. 1940 VERMOORD 23.11.1942 AUSCHWITZ                            | Rozenhof 22 Kaart (OSM)                                        | Milkah Katan (1940–1942)                         |
|            | HIER WOONDE SAMUEL KATAN GEB. 1936 VERMOORD 23.11.1942 AUSCHWITZ                            | Rozenhof 22 Kaart (OSM)                                        | Samuel Katan (1936–1942)                         |
|            | HIER WOONDE ROSA KATAN-DUIZEND GEB. 1906 VERMOORD 23.11.1942 AUSCHWITZ                      | Rozenhof 22 Kaart (OSM)                                        | Rosa Katan-Duizend (1906–1942)                   |
|            | HIER WOONDE ELISABETH KATAN-COHEN GEB. 1877 OVERLEDEN 9.10.1943 WESTERBORK                  | Nieuwe Hilstraat (voorheen Vest 172) Kaart (OSM)               | Elisabeth Katan-Cohen (1877–1943)                |
|            | HIER WOONDE SUSANNE KEESJE-PHILIP GEB. 1874 VERMOORD 19.2.1943 AUSCHWITZ                    | Toulonselaan 7 Kaart (OSM)                                     | Susanne Keesje-Philip (1874–1943)                |
|            | HIER WOONDE MOZES JACOB KETS DE VRIES GEB. 1867 VERMOORD 19.11.1942 AUSCHWITZ               | Wijnstraat 195 Kaart (OSM)                                     | Mozes Jacob Kets de Vries (1867–1942)            |
|            | HIER WOONDE ALBERT KLEINKRAMER GEB. 1928 VERMOORD 3.9.1942 AUSCHWITZ                        | Toulonselaan 52 Kaart (OSM)                                    | Albert Kleinkramer (1928–1942)                   |
|            | HIER WOONDE ABRAHAM SIMON KLEINKRAMER GEB. 1889 VERMOORD 30.11.1942 AUSCHWITZ               | Toulonselaan 52 Kaart (OSM)                                    | Abraham Simon Kleinkramer (1889–1942)            |
|            | HIER WOONDE ESTHER ROSALINA KLEINKRAMER GEB. 1928 VERMOORD 19.11.1942 AUSCHWITZ             | Reeweg oost 233 Kaart (OSM)                                    | Esther Rosalina Kleinkramer (1928–1942)          |
|            | HIER WOONDE HENDRIK KLEINKRAMER GEB. 1925 VERMOORD 9.7.1943 SOBIBOR                         | Voorstraat 343 Kaart (OSM)                                     | Hendrik Kleinkramer (1925–1943)                  |
|            | HIER WOONDE JACOB KLEINKRAMER GEB. 1897 VERMOORD 7.2.1945 GROSS-ROSEN                       | Reeweg oost 233 Kaart (OSM)                                    | Jacob Kleinkramer (1897–1945)                    |
|            | HIER WOONDE RUBEN SALOMON KLEINKRAMER GEB. 1893 VERMOORD 9.7.1943 SOBIBOR                   | Voorstraat 343 Kaart (OSM)                                     | Ruben Salomon Kleinkramer (1893–1943)            |
|            | HIER WOONDE ROSELINA KLEINKRAMER GEB. 1932 VERMOORD 19.11.1942 AUSCHWITZ                    | Reeweg oost 233 Kaart (OSM)                                    | Roselina Kleinkramer (1932–1942)                 |
|            | HIER WOONDE SIMON KLEINKRAMER GEB. 1923 VERMOORD 30.11.1942 AUSCHWITZ                       | Toulonselaan 52 Kaart (OSM)                                    | Simon Kleinkramer (1923–1942)                    |
|            | HIER WOONDE SIMON KLEINKRAMER GEB. 1928 VERMOORD 9.7.1943 SOBIBOR                           | Voorstraat 343 Kaart (OSM)                                     | Simon Kleinkramer (1928–1943)                    |
|            | HIER WOONDE EVA KLEINKRAMER- BREEMER GEB. 1894 VERMOORD 9.7.1943 SOBIBOR                    | Voorstraat 343 Kaart (OSM)                                     | Eva Kleinkramer-Breemer (1894–1943)              |
|            | HIER WOONDE HENRIËTTE SOPHIA KLEINKRAMER-ROOS GEB. 1895 VERMOORD 3.9.1942 AUSCHWITZ         | Toulonselaan 52 Kaart (OSM)                                    | Henriëtte Sophia Kleinkramer-Roos (1895–1942)    |
|            | HIER WOONDE SOPHIA HELENA KLEINKRAMER-WEIJL GEB. 1901 VERMOORD 19.11.1942 AUSCHWITZ         | Reeweg oost 233 Kaart (OSM)                                    | Sophia Helena Kleinkramer-Weijl (1901–1942)      |
|            | HIER WOONDE HARTOG KLOOT GEB. 1906 VERMOORD 18-2-1945 GROSS-ROSEN                           | Lange Breestraat 2 Kaart (OSM)                                 | Hartog Kloot (1906-1945)                         |
|            | HIER WOONDE MOZES LEVISSON GEB. 1858 GEARRESTEERD VRIJGELATEN OVERLEDEN 9.1.1943 POORTUGAAL | Elfhuizen 6 Kaart (OSM)                                        | Mozes Levisson (1858-1943)                       |
|            | HIER WOONDE JETTE LEVISSON- DE BOERS GEB. 1877 VERMOORD 5.3.1943 SOBIBOR                    | Elfhuizen 6 Kaart (OSM)                                        | Jette Levisson-de Boers (1877-1943)              |
|            | HIER WOONDE AMALIA LEVITICUS GEB. 1875 VERMOORD 23.11.1942 AUSCHWITZ                        | Spuiweg 146-148 Kaart (OSM)                                    | Amalia Leviticus (1875-1942)                     |
|            | HIER WOONDE ANNETTE LEVITICUS GEB. 1929 VERMOORD 23.11.1942 AUSCHWITZ                       | Nieuwe Hilstraat (voorheen Vest 263) Kaart (OSM)               | Annette Leviticus (1929–1942)                    |
|            | HIER WOONDE CATO LEVITICUS GEB. 1932 VERMOORD 23.11.1942 AUSCHWITZ                          | Nieuwe Hilstraat (voorheen Vest 263) Kaart (OSM)               | Cato Leviticus (1932–1942)                       |
|            | HIER WOONDE ISIDOR LEVITICUS GEB. 1877 VERMOORD 7.12.1942 AUSCHWITZ                         | Nieuwe Hilstraat (voorheen Vest 263) Kaart (OSM)               | Isidor Leviticus (1877–1942)                     |
|            | HIER WOONDE MARTHA LEVITICUS-PAËRL GEB. 1890 VERMOORD 23.11.1942 AUSCHWITZ                  | Nieuwe Hilstraat (voorheen Vest 263) Kaart (OSM)               | Martha Leviticus-Paërl (1890–1942)               |
|            | HIER WOONDE JOHANNA LIEPMAN-NOACH GEB. 1884 VERMOORD 19.11.1943 AUSCHWITZ                   | Singel 214 Kaart (OSM)                                         | Johanna Liepman-Noach (1884–1943)                |
|            | HIER WOONDE MEIJER DE LIVER GEB. 1886 VERMOORD 26.2.1943 AUSCHWITZ                          | Singel 172 Kaart (OSM)                                         | Meijer de Liver (1886–1943)                      |
|            | HIER WOONDE MOZES DE LIVER GEB. 1922 VERMOORD 30.9.1942 AUSCHWITZ                           | Singel 172 Kaart (OSM)                                         | Mozes de Liver (1922–1942)                       |
|            | HIER WOONDE ROSETTE DE LIVER GEB. 1924 VERMOORD 11.12.1942 AUSCHWITZ                        | Singel 172 Kaart (OSM)                                         | Rosette de Liver (1924–1942)                     |
|            | HIER WOONDE ESTHER KAATJE MEIJER GEB. 1912 VERMOORD 17.9.1943 AUSCHWITZ                     | Reeweg Oost 190 Kaart (OSM)                                    | Esther Kaatje Meijer (1912–1942)                 |
|            | HIER WOONDE ESTHER SERA MEIJER GEB. 1923 VERMOORD 19-11-1942 AUSCHWITZ                      | Voorstraat 35 Kaart (OSM)                                      | Esther Sera Meijer (1923-1942)                   |
|            | HIER WOONDE IZAAK HERMAN MEIJER GEB. 1876 VERMOORD 28.1.1943 WESTERBORK                     | Reeweg Oost 190 Kaart (OSM)                                    | Izaak Herman Meijer (1876–1943)                  |
|            | HIER WOONDE IZAAK PHILIP MEIJER GEB. 1915 VERMOORD 30-9-1942 AUSCHWITZ                      | Voorstraat 35 Kaart (OSM)                                      | Izaak Philip Meijer (1915-1942)                  |
|            | HIER WOONDE KAREL MEIJER GEB. 1917 VERMOORD 13-2-1943 BLECHAMMER                            | Voorstraat 35 Kaart (OSM)                                      | Karel Meijer (1917-1943)                         |
|            | HIER WOONDE SALOMO HERMAN MEIJER GEB. 1883 VERMOORD 12-2-1943 AUSCHWITZ                     | Voorstraat 35 Kaart (OSM)                                      | Salomo Herman Meijer (1883-1943)                 |
|            | HIER WOONDE SAMUEL HERMAN MEIJER GEB. 1891 VERMOORD 15.12.1942 AUSCHWITZ                    | Reeweg Oost 154 Kaart (OSM)                                    | Samuel Herman Meijer (1891–1942)                 |
|            | HIER WOONDE SOPHIA MEIJER GEB. 1885 VERMOORD 26.2.1943 AUSCHWITZ                            | Reeweg Oost 154 Kaart (OSM)                                    | Sophia Meijer (1885–1943)                        |
|            | HIER WOONDE BETJE MEIJER-BRAADBAART GEB. 1882 VERMOORD 5-3-1943 SOBIBOR                     | Voorstraat 35 Kaart (OSM)                                      | Betje Meijer-Braadbaart (1882-1943)              |
|            | HIER WOONDE JOHANNA MEIJER- BRAADBAART GEB. 1883 VERMOORD 5.3.1943 SOBIBOR                  | Reeweg Oost 154 Kaart (OSM)                                    | Johanna Meijer-Braadbaart (1883–1943)            |
|            | HIER WOONDE SARA MEIJER- BRAADBAART GEB. 1881 VERMOORD 11.10.1944 AUSCHWITZ                 | Reeweg Oost 190 Kaart (OSM)                                    | Sara Meijer-Braadbaart (1881–1944)               |
|            | HIER WOONDE HEINZ MESRITZ GEB. 1915 VERMOORD 2.5.1943 BOBREK                                | Voorstraat 164 Kaart (OSM)                                     | Heinz Mesritz (1915-1943)                        |
|            | HIER WOONDE DINA MESRITZ-VAN BEUGEN GEB. 1900 VERMOORD 19-11-1943 AUSCHWITZ                 | Merwedestraat 6-8 Kaart (OSM)                                  | Dina Mesritz-van Beugen (1900–1943)              |
|            | HIER WOONDE ESTHER VAN DER MEUSEN GEB. 1879 VERMOORD 23-11-1942 AUSCHWITZ                   | Houttuinen 13 Kaart (OSM)                                      | Esther van der Meusen (1879-1942)                |
|            | HIER WOONDE ROSETTA VAN DER MEUSEN GEB. 1874 VERMOORD 23-11-1942 AUSCHWITZ                  | Houttuinen 13 Kaart (OSM)                                      | Rosetta van der Meusen (1874-1942)               |
|            | HIER WOONDE SOLOMON BAREND VAN DER MEUSEN GEB. 1873 VERMOORD 7-12-1942 AUSCHWITZ            | Houttuinen 13 Kaart (OSM)                                      | Solomon Barend van der Meusen (1873-1942)        |
|            | HIER WOONDE BETSIJ MONASCH GEB. 1888 VERMOORD 23-7-1943 SOBIBOR                             | Voorstraat 149 Kaart (OSM)                                     | Betsij Monasch (1888-1943)                       |
|            | HIER WOONDE CATHARINA MONASCH GEB. 1890 VERMOORD 23-7-1943 SOBIBOR                          | Voorstraat 149 Kaart (OSM)                                     | Catharina Monasch (1890-1943)                    |
|            | HIER WOONDE GABRIEL MONASCH GEB. 1891 VERMOORD 20-3-1943 SOBIBOR                            | Voorstraat 149 Kaart (OSM)                                     | Gabriel Monasch (1891-1943)                      |
|            | HIER WOONDE HELENA MECHGELINA MONASCH GEB. 1919 VERMOORD 18.11.1942 AUSCHWITZ               | Singel 160 Kaart (OSM)                                         | Helena Mechgelina Monasch (1919–1942)            |
|            | HIER WOONDE JACOB MOZES MONASCH GEB. 1879 VERMOORD 18.11.1942 AUSCHWITZ                     | Singel 160 Kaart (OSM)                                         | Jacob Mozes Monasch (1879–1942)                  |
|            | HIER WOONDE ROOSJE MONASCH-PINO GEB. 1884 VERMOORD 19.11.1942 AUSCHWITZ                     | Singel 160 Kaart (OSM)                                         | Roosje Monasch-Pino (1884–1942)                  |
|            | HIER WOONDE RUDOLF MOSES GEB. 1927 VERMOORD 31.1.1944 AUSCHWITZ                             | Wijnstraat 137 Kaart (OSM)                                     | Rudolf Moses (1927–1944)                         |
|            | HIER WOONDE EMMA SARAH OVERWEG GEB. 1937 VERMOORD 25.10.1944 AUSCHWITZ                      | Oranjelaan 89 Kaart (OSM)                                      | Emma Sarah Overweg (1937–1944)                   |
|            | HIER WOONDE NOLLUS HEIMAN OVERWEG GEB. 1935 VERMOORD 25.10.1944 AUSCHWITZ                   | Oranjelaan 89 Kaart (OSM)                                      | Nollus Heiman Overweg (1935–1944)                |
|            | HIER WOONDE IRWIN SERPHOS GEB. 1922 VERMOORD 31.12.1942 AUSCHWITZ                           | Bankastraat 88 Kaart (OSM)                                     | Irwin Serphos (1922–1942)                        |
|            | HIER WOONDE BETJE SON-BRAADBAART GEB. 1918 VERMOORD 2.7.1943 SOBIBOR                        | Voorstraat 271 Kaart (OSM)                                     | Betje Son-Braadbaart (1918–1943)                 |
|            | HIER WOONDE ABRAHAM SONS GEB. 1912 VERMOORD 31.3.1943 SEIBERSDORF                           | Burgemeester de Raadtsingel 77 Kaart (OSM)                     | Abraham Sons (1912–1943)                         |
|            | HIER WOONDE MATHILDA SONS-STAD GEB. 1916 VERMOORD 14.9.1942 AUSCHWITZ                       | Burgemeester de Raadtsingel 77 Kaart (OSM)                     | Mathilda Sons-Stad (1916–1942)                   |
|            | HIER WOONDE REBECCA SONS-STAD GEB. 1911 VERMOORD 4.6.1944 AUSCHWITZ                         | Voorstraat 232 Kaart (OSM)                                     | Rebecca Sons-Stad (1911–1944)                    |
|            | HIER WOONDE ANNA SPANJER- DEN HARTOG GEB. 1875 VERMOORD 19.11.1942 AUSCHWITZ                | Cornelis van Beverenstraat 27 Kaart (OSM)                      | Anna Spanjer-den Hartog (1875–1942)              |
|            | HIER WOONDE DAVID LEONARD STAAL GEB. 1902 VERMOORD 24-1-1944 AUSCHWITZ                      | Bagijnhof 27 Kaart (OSM)                                       | David Leonard Staal (1902-1944)                  |
|            | HIER WOONDE BETSY STAAL-FRESCO GEB. 1901 VERMOORD 10-10-1943 AUSCHWITZ                      | Bagijnhof 27 Kaart (OSM)                                       | Betsy Staal-Fresco (1901-1943)                   |
|            | HIER WOONDE HANNELORE THAL GEB. 1927 VERMOORD 9.7.1943 SOBIBOR                              | Adriaan van Bleijenburgstraat 50 Kaart (OSM)                   | Hannelore Thal (1927–1943)                       |
|            | HIER WOONDE CISCA BELI VAN TIJN GEB. 1935 VERMOORD 23.11.1942 AUSCHWITZ                     | Wijnstraat 195 Kaart (OSM)                                     | Cisca Beli van Tijn (1935–1942)                  |
|            | HIER WOONDE DAVID MOZES VAN TIJN GEB. 1905 VERMOORD 30.4.1943 AUSCHWITZ                     | Wijnstraat 195 Kaart (OSM)                                     | David Mozes van Tijn (1905–1943)                 |
|            | HIER WOONDE MOZES IZAÄK VAN TIJN GEB. 1937 VERMOORD 23.11.1942 AUSCHWITZ                    | Wijnstraat 195 Kaart (OSM)                                     | Mozes Izaäk van Tijn (1937–1942)                 |
|            | HIER WOONDE JOHANNA VAN TIJN- KETS DE VRIES GEB. 1906 VERMOORD 23.11.1942 AUSCHWITZ         | Wijnstraat 195 Kaart (OSM)                                     | Johanna van Tijn-Kets de Vries (1906–1942)       |
|            | HIER WOONDE MOZES TONNINGE GEB. 1900 VERMOORD 9.7.1943 SOBIBOR                              | Sint Jorisweg 49 Kaart (OSM)                                   | Mozes Tonninge (1900–1943)                       |
|            | HIER WOONDE SANDER TONNINGE GEB. 1884 VERMOORD 23.11.1942 AUSCHWITZ                         | Groothoofd 3 Kaart (OSM)                                       | Sander Tonninge (1884–1942)                      |
|            | HIER WOONDE SAUL TONNINGE GEB. 1921 VERMOORD 2.5.1943 AUSCHWITZ                             | Stek 29 Kaart (OSM)                                            | Saul Tonninge (1921–1943)                        |
|            | HIER WOONDE AALTJE TONNINGE- FRANKEN GEB. 1870 VERMOORD 23.11.1942 AUSCHWITZ                | Groothoofd 3 Kaart (OSM)                                       | Aaltje Tonninge-Franken (1870–1942)              |
|            | HIER WOONDE MIETJE VISKOPER GEB. 1936 VERMOORD 11.2.1944 AUSCHWITZ                          | Riedijk 32 Kaart (OSM)                                         | Mietje Viskoper (1936–1944)                      |
|            | HIER WOONDE JUDA JOSEPH VLEESCHHOUWER GEB. 1903 VERMOORD 9-7-1943 SOBIBOR                   | Singel 25 Kaart (OSM)                                          | Juda Joseph Vleeschhouwer (1903-1943)            |
|            | HIER WOONDE SOPHIA VLEESCHHOUWER- DE JONG GEB. 1903 VERMOORD 9-7-1943 SOBIBOR               | Singel 25 Kaart (OSM)                                          | Sophia Vleeschhouwer-de Jong (1903-1943)         |
|            | HIER WOONDE ARPAD WEISZ GEB. 1896 VERMOORD 31.1.1944 AUSCHWITZ                              | Bethlehemplein 22 Kaart (OSM)                                  | Árpád Weisz (1896-1944)                          |
|            | HIER WOONDE KLARA WEISZ GEB. 1934 VERMOORD 5.10.1942 AUSCHWITZ                              | Bethlehemplein 22 Kaart (OSM)                                  | Klara Weisz (1934-1942)                          |
|            | HIER WOONDE ROBERT WEISZ GEB. 1930 VERMOORD 5.10.1942 AUSCHWITZ                             | Bethlehemplein 22 Kaart (OSM)                                  | Robert Weisz (1930-1942)                         |
|            | HIER WOONDE ILONA WEISZ- RECHNITZER GEB. 1908 VERMOORD 5.10.1942 AUSCHWITZ                  | Bethlehemplein 22 Kaart (OSM)                                  | Ilona Weisz-Rechnitzer (1908-1942)               |
|            | HIER WOONDE ABRAHAM WIJNBERG GEB. 1913 VERMOORD 29.7.1943 AMERSFOORT                        | Vlietweg 10 Kaart (OSM)                                        | Abraham Wijnberg (1913 - 1943)                   |
|            | HIER WOONDE BAREND ZADOKS GEB. 1918 VERMOORD 21.1.1945 BLECHHAMMER                          | Voorstraat 164 Kaart (OSM)                                     | Barend Zadoks (1918-1945)                        |
|            | HIER WOONDE HENRI ZADOKS GEB. 1877 VERMOORD 14.1.1943 AUSCHWITZ                             | Voorstraat 164 Kaart (OSM)                                     | Henri Zadoks (1877-1943)                         |
|            | HIER WOONDE JOSEPH ZADOKS GEB. 1879 VERMOORD 15.12.1942 AUSCHWITZ                           | Reeweg-Oost 14 Kaart (OSM)                                     | Joseph Zadoks (1879–1942)                        |
|            | HIER WOONDE PHILIP IZAK ZADOKS GEB. 1923 VERMOORD 21.1.1945 AUSCHWITZ                       | Voorstraat 164 Kaart (OSM)                                     | Philip Izak Zadoks (1923-1945)                   |
|            | HIER WOONDE JULIE ZADOKS- DE VRIES GEB. 1883 VERMOORD 9.7.1943 SOBIBOR                      | Reeweg-Oost 14 Kaart (OSM)                                     | Julie Zadoks-de Vries (1883–1943)                |
|            | HIER WOONDE SARA ZADOKS-PAËRL GEB. 1889 VERMOORD 19.11.1942 AUSCHWITZ                       | Voorstraat 164 Kaart (OSM)                                     | Sara Zadoks-Paërl (1889-1942)                    |

## Data van plaatsingen
- 11 april 2014: Dordrecht, acht Stolpersteine aan Groenedijk 74, Hallincqlaan 32, Johan de Wittstraat 31, Singel 172
- 18 februari 2015: Dordrecht, twintig Stolpersteine aan Burgemeester de Raadtsingel 77, Spuiboulevard (voorheen Cornelis de Wittstraat 106), Statengang (voorheen Gevulde Gracht 15), Steegoversloot 171, Voorstraat 143 & 164 & 232
- 26 januari 2016: Dordrecht, twaalf Stolpersteine aan Clara en Mariahof 1, Cornelis van Beverenstraat 27, Frans Lebretlaan 13, Raamstraat 11, Riedijk 32, Singel 214 & 274 & 300, Voorstraat 164
- 22 februari 2016: Dordrecht, zestien Stolpersteine aan Bankastraat 13, Reeweg Oost 154 & 190, Wijnstraat 17
- 18 april 2017: Dordrecht, vijftien Stolpersteine aan Burgemeester de Raadtsingel 67, Rozenhof 22, Voorstraat 293, Wijnstraat 195
- 14 juni 2017: Dordrecht, vijftien Stolpersteine aan Burgemeester de Raadtsingel 53, Cornelis van Beverenstraat 18, Voorstraat 271 & 318 & 343
- 15 mei 2018: Dordrecht, veertien Stolpersteine aan Bethlehemplein 22, Blekersdijk 18/20, Groenmarkt 36, Reeweg oost 233
- 9 juli 2018: Dordrecht, achttien Stolpersteine aan Adriaan van Bleijenburgstraat 50, Bankastraat 88, Patersweg 19/21, Sint Jorisweg 49, Steegoversloot 189, Varkenmarkt 11 & 13, Wijnstraat 195
- 13 mei 2019: Dordrecht, twee Stolpersteine aan Elfhuizen 6
- 7 november 2019: Dordrecht, vijftien Stolpersteine aan Singel 25, 116, 160, 201 & 351, Spuiweg 146-148, Stek 29, Stek (voorheen Stekdwarsstraat 2)
- 5 oktober 2021: Dordrecht, achttien Stolpersteine aan Adriaan van Altenastraat 19, Boomstraat 28, Groothoofd 3, Kromhout 185, Reeweg-Oost 14, Toulonselaan 7 & 52
- 17 november 2021: Dordrecht, twaalf Stolpersteine aan Jan Vethkade 6, J.J.A. Goeverneurstraat 43, Leerambachtstraat 13, Oranjelaan 85 & 89, Van Manderstraat 6, Vlietweg 10
- 16 juni 2022: Dordrecht, twaalf Stolpersteine aan Bagijnhof 27, Blekersdijk 57, Grote Spuistraat 11, Nieuwe Hilstraat (voorheen Vest 172  & 263)
- 21 november 2022: Dordrecht, drie Stolpersteine aan Houttuinen 13
- 1 december 2022: Dordrecht, twaalf Stolpersteine aan Lange Breestraat 2, Singel 25, Nieuwe Hilstraat (voorheen Vest 172), Voorstraat 35 & 149
- 17 april 2023: Dordrecht, negen Stolpersteine aan Cronjéstraat 1, Merwedestraat 6-8, Mariënbornstraat (voorheen Knoopmakersgang 2 rood)
- Stolpersteine Dordrecht: Geplaatste Stolpersteine